# Страхов Олексій Вікторович
Олексій Вікторович Страхов (16 жовтня 1975, м. Харків, СРСР) — білоруський хокеїст, правий нападник. 
Вихованець «Динамо» (Харків). Виступав за «Полімір» (Новополоцьк), «Амур-2» (Хабаровськ), «Амур» (Хабаровськ), «Беркут-Київ», «Динамо-Енергія» (Єкатеринбург), ХК «Гомель», «Юність» (Мінськ), «Керамін» (Мінськ), «Динамо» (Мінськ), «Шахтар» (Солігорськ), «Донбас-2» (Донецьк), ХК «Вітебськ».
У складі національної збірної Білорусі провів 68 матчів (16+8); учасник чемпіонатів світу 2003, 2004 (дивізіон I), 2005 і 2007. У складі молодіжної збірної Білорусі учасник чемпіонату світу 1995 (група C).
Досягнення
- Чемпіон СЄХЛ (2000), срібний призер (2003, 2004), бронзовий призер (1996, 1997)
- Чемпіон Білорусі (1996, 1997, 2003, 2005), срібний призер (1995, 2007, 2010), бронзовий призер (1993, 1994, 2004)
- Володар Кубка Білорусі (2004-травень, 2004-серпень, 2008), фіналіст (2002, 2006).